# Tầng lớp sáng tạo
Tầng lớp sáng tạo (tiếng Anh: creative class) là mệnh đề khẳng định nằm trong nghiên cứu của nhà lý luận đô thị học người Mỹ Richard Florida, được sử dụng để chỉ đến một tầng lớp kinh tế xã hội ở mặt biểu hiện bên ngoài. Giáo sư Florida là Viện trưởng Viện Nghiên cứu Thịnh vượng Martin thuộc Trường Quản lý Rotman của Đại học Toronto, ông vẫn luôn bảo lưu quan điểm cho rằng tầng lớp sáng tạo là lực lượng nòng cốt thúc đẩy sự phát triển kinh tế ở các đô thị hậu công nghiệp trên khắp thế giới nói chung cũng như tại Hoa Kỳ nói riêng.

### Tác phẩm được chú dẫn
- Markusen, A. (2006). "Urban development and the politics of the creative class: evidence from a study of artists". Environment and Planning A. Quyển 38 số 10. tr. 1921–1940. doi:10.1068/a38179. S2CID 146510077.
- Kratke, Stefan (2011). The Creative Capital of Cities: Interactive Knowledge Creation and the Urbanization Economies of Innovation. Malden, MA: Wiley-Blackwell. tr. 43–89. ISBN 978-1-4443-3621-4.
- Lang, R.; Danielsen, K. (2005). "Review roundtable: cities and the creative class". Journal of the American Planning Association. Quyển 71. tr. 203–220.
- Peck, J. (2005). "Struggling with the creative class" (PDF). International Journal of Urban and Regional Affairs. Quyển 29 số 4. tr. 740–770. doi:10.1111/j.1468-2427.2005.00620.x. Bản gốc (PDF) lưu trữ ngày 2 tháng 2 năm 2013. Truy cập ngày 11 tháng 2 năm 2013.
- Long, J. (2009). "Sustaining creativity in the creative archetype: the case of Austin, Texas". Cities. Quyển 26 số 4. tr. 210–219. doi:10.1016/j.cities.2009.03.004.
- Grünzweig, Walter (2016). "Parasitic Simulacrum. Ralph Waldo Emerson, Richard Florida, and the Urban 'Creative Class'". Trong Sattler, Julia (biên tập). Urban Transformations in the U.S.A.: Spaces, Communities, Representations. Bielefeld: Transcript. tr. 81–97. ISBN 978-3-8376-3111-1.
- Emerson, R.W. (1860). "Power". The Conduct of Life. Boston: Ticknor and Fields. tr. 43–70.